# Serra da Raiz
Serra da Raiz är en kommun i Brasilien.   Den ligger i delstaten Paraíba, i den östra delen av landet, 1 700 km nordost om huvudstaden Brasília. Antalet invånare är 3 204.
Omgivningarna runt Serra da Raiz är huvudsakligen savann. Runt Serra da Raiz är det ganska tätbefolkat, med 75 invånare per kvadratkilometer.